# Tänntalbach
Der Tänntalbach ist ein Bach im Landkreis Harz in Sachsen-Anhalt. Er ist ein Zufluss des Rammelsbaches.

## Verlauf
Das Quellgebiet des Tänntalbach liegt östlich bis südöstlich der Plessenburg, einem Ortsteil von Ilsenburg. Auf dem ersten Kilometer seines Verlaufs nimmt er diverse, meist namenlose kleine Bäche aus dem Bereich der Weißen Steine und der Wolfsklippen auf, wodurch dieser Bereich als sein Quellgebiet bezeichnet wird, jedoch erst ab dem Tänntal trägt er diesen Namen. Auf seinem Verlauf in nordöstliche Richtung durch das Tänntal wird kurz vor dem Ilsenburger Ortsteil Oehrenfeld ein Teil seines Wassers abgeschlagen und in Richtung kleinerer Teiche, unter anderem dem Rohrteich, geleitet. Der Tänntalbach selbst durchfließt Oehrenfeld und mündet kurz vor der Bahnstrecke Heudeber-Danstedt–Bad Harzburg, in Darlingerode, in den Rammelsbach.